# Dardan Lushtaku
 (juillet 2020).
Dardan Lushtaku est un joueur suédois d'origine kosovare de volley-ball né le 5 février 1992 à Skenderaj. Il joue au poste de passeur. À partir de décembre 2019 il est dans l'équipe de Vingåkers Volleybollklubb .

## Palmarès

### Clubs
NEVZA:
- 2014

Championnat de Suédois:
- 2014, 2016

### Équipe nationale
Ligue Européenne:
- 2017